# Vanessa mounseyi
Vanessa mounseyi är en fjärilsart som beskrevs av Talbot 1936. Vanessa mounseyi ingår i släktet Vanessa och familjen praktfjärilar. Inga underarter finns listade i Catalogue of Life.